# AD Isidro Metapán
Asociación Deportiva Isidro Metapán oder einfach Metapán ist ein Fußballverein aus Metapán, El Salvador, der in der Primera División de Fútbol Profesional, der höchsten Fußballliga des Landes, spielt.

## Erfolge
- Meisterschaft Primera División: 1

Clausura 2007.

## Bekannte Spieler
- Emanuel Bentil
- - Paolo Suárez